# Louis Passy
Pour les articles homonymes, voir Passy.
Louis Passy, né le 4 décembre 1830 à Paris et mort le 31 juillet 1913 à Gisors, est un historien et homme politique français.

## Biographie

### Origines familiales et jeunesse (1830-1849)
Louis-Paulin Passy (selon l'état civil) est le fils d'Antoine Passy, préfet et député, mais aussi géologue et botaniste, et le petit-fils de Louis-Denis Péan de Saint-Gilles. Il est le neveu d'Hippolyte Passy et le cousin germain du lauréat du 1er Prix Nobel de la Paix, Frédéric Passy.
Louis Passy étudie d’abord avec plusieurs de ses cousins sous la direction d’un précepteur, M. Pourrat. De la quatrième à la rhétorique, il suit les cours du collège Bourbon (aujourd’hui Lycée Condorcet), où il contracte des amitiés qui le suivront très longtemps, ou qui joueront un grand rôle dans sa vie : Hélion de Luçay, Antonin Lefèvre-Pontalis, Émile Levasseur ou Jules de Goncourt, le plus jeune des deux frères Goncourt.
Il entretient avec ce dernier une correspondance qui se prolongera jusqu'en 1863. Jules de Goncourt n’est pas insensible à Blanche, la jeune sœur de Louis, née en 1833. Elle lui inspire le personnage de Renée Mauperin, héroïne du roman du même nom. Jules de Goncourt garde un tendre souvenir des journées de jeunesse passées dans la maison des Passy, à Gisors, comme en témoigne son Journal. Les parcours finissent cependant par diverger et Jules de Goncourt trace un portrait sévère de Louis Passy, dans Renée Mauperin, sous les traits d’Henri Mauperin, frère de Renée.

### L’érudit (1849-1860)
Après le baccalauréat, en novembre 1849, Louis Passy entre à l’École des chartes, certainement sur les conseils d'Auguste Le Prevost, député de l’Eure sous la Monarchie de Juillet, membre de l’Académie des inscriptions et belles-lettres et ami de son père.
À l’École, il est notamment le condisciple d’Arthur de La Borderie et de Célestin Port : il en sort classé troisième avec une thèse intitulée De l’organisation du travail public dans les Gaules avant et après la chute de l’Empire romain.
Ces recherches ont pourtant déjà pris un autre tour : dès 1851, il avait été le lauréat de l'Académie de Rouen pour ses recherches sur Thomas Corneille. Il approfondit cet intérêt pour la littérature du XVIIe siècle, découvrant une lettre inconnue de Madame de Sévigné et – croit-il – une satire inédite de Boileau.
Louis Passy préside en 1875, 1886, 1891, 1898, 1903, 1907 et 1913 la Société libre d'agriculture, sciences, arts et belles-lettres de l'Eure.
Enfin, il s’intéresse également, à la suite de ses oncles et de ses cousins, au droit et à l’économie : il fréquente la Conférence Molé et obtient une licence de droit en 1852. Poursuivant ses études de droit, il soutient le 24 juin 1857 une thèse de doctorat : la partie consacrée au droit romain s'intitule Du contrat de société en droit romain et la thèse de droit français Des origines de la communauté de biens entre époux.
Conjointement à ces études, il continue à écrire, surtout des pièces de théâtre : en 1854, il présente sa production à Eugène Scribe, qui goûte sa production mais le décourage de faire de l’écriture son métier. Il parachève enfin sa formation par un long séjour en Italie en compagnie des frères Goncourt de novembre 1855 à avril 1856. Il visite monuments, musées, fréquente les cercles politiques et est chargé par Léopold Delisle et Auguste Le Prévost de rechercher des manuscrits anciens.

### L'opposant (1860-1870)
Son ascendance prédisposait Louis Passy à tenter une carrière politique. Fils et neveu de députés de l'Eure, il est présenté dans sa jeunesse aux principaux hommes politiques de la Monarchie de Juillet et de la Seconde République alors que son oncle est ministre des Finances.
Il prépare donc sa candidature au Corps législatif pour les élections de 1863. Mais le système des candidats officiels du Second Empire ne lui est pas favorable. Eugène Janvier de La Motte, préfet de l'Eure, s'oppose au républicain Davy et à Louis Passy afin de favoriser le candidat de l'Empereur : il procède pour cela à une réorganisation des circonscriptions électorales. Louis Passy répond à ces menées en prenant l'opinion à témoin : il fait paraître dans le Journal des économistes une étude démographique démontrant que cette réorganisation administrative n'avait pas lieu d'être afin de dénoncer « une circonscription plutôt tracée dans un intérêt personnel que dans un intérêt public ». Les avantages des candidats officiels sont tels que la défaite était assurée : le duc d'Albufera, maire de Vernon et député sortant l'emporte avec 17 702 voix contre 9 081 pour Passy. Les protestations contre les irrégularités du scrutin n'y font rien. Passy est néanmoins élu au conseil municipal de Gisors la même année et y siège jusqu'en 1896.
Il se représente aux élections législatives de 1869, dans deux circonscriptions de l'Eure, encore redécoupées afin de favoriser les candidats de l'Empereur. Dans la première circonscription, Passy est toujours opposé au duc d'Albufera ; dans la seconde Guillaume Petit, député de Louviers. Il perd dans les deux cas.
Durant toutes ces années, Louis Passy se présente comme libéral. Alors qu'il est lui-même partisan d'une monarchie constitutionnelle, il ne cherche pas à renverser l'Empire mais seulement à lui donner un tour plus libéral. C'est pourquoi il vote « oui » au plébiscite de 1870, considérant ce vote comme l'approbation des réformes menées pendant les trois dernières années du règne.
Du reste, l'action politique demeure une activité parmi d'autres. Poussé par son père, il prend une part importante aux travaux de la Société libre d'agriculture de l'Eure : il y trouve à la fois l'occasion de mieux connaître la population du département et celle de renouer avec l'économie politique par des divers mémoires. Il poursuit également ses recherches historiques en faisant paraître pendant l'été 1867 Histoire administrative (1789-1815). Frochot, préfet de la Seine. Passy s'intéresse de près à ce célèbre préfet du Premier Empire car sa propre mère avait été mariée en premières noces avec le fils de Frochot : il avait donc à disposition une masse documentaire de premier ordre dans laquelle il n'avait qu'à plonger.
Enfin, en 1866, Louis Passy se marie avec Françoise Wolowska. C'est Hippolyte Passy qui avait présenté à son neveu Louis Wolowski, père de la jeune fille, économiste polonais réfugié en France, député de Paris en 1848, membre de l'Académie des sciences morales et politiques et fondateur du Crédit foncier. Il s'agit là encore d'un puissant soutien pour une carrière politique qui débute réellement à partir de Sedan.

### Le bourgeois (1870-1913)

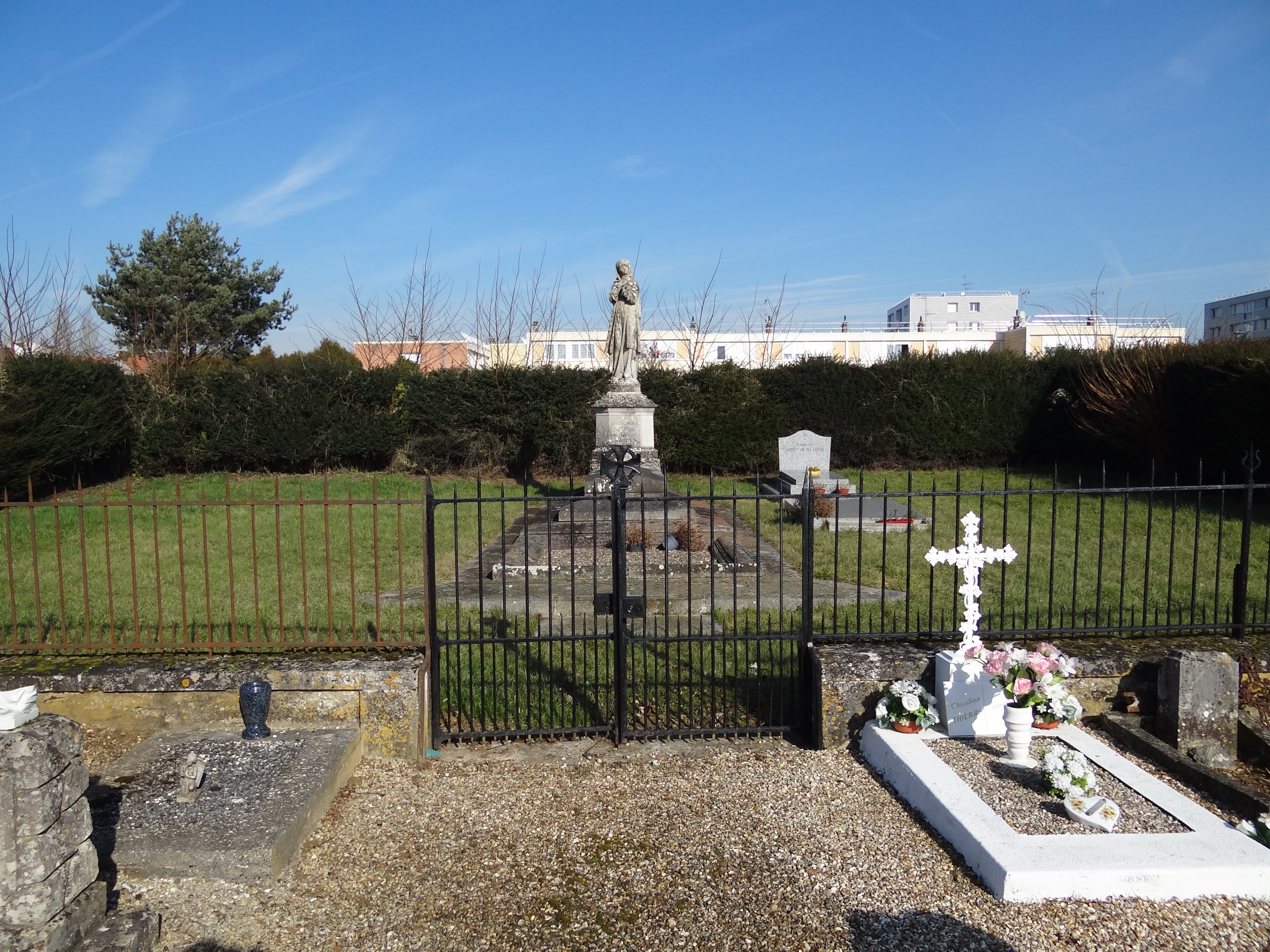
La tombe de Louis Passy au cimetière de Gisors (Eure).

À l'avènement de la Troisième République, Louis Passy est élu député et il le restera jusqu'à son décès : le Second Empire aura été pour lui une période d'échecs politiques, certes, mais ceux-ci lui auront permis de se faire connaître des électeurs, de fourbir sa stratégie et de se constituer de forts soutiens. Il est sous-secrétaire d'État aux finances dans les gouvernements Dufaure, Buffet et Jules Simon du 2 août 1874 jusqu'à la crise du 16 mai 1877.
En 1898, il publie un ouvrage consacré à son ami, Ernest Poret, marquis de Blosseville (1799-1886), érudit, juriste, qui fut de longues années conseiller général de l'Eure, ainsi que député légitimiste de la seconde circonscription de ce département de 1857 à 1863. Au-delà de la personne même de Blosseville, ce gros volume constitue un témoignage essentiel sur la vie politique dans l'Eure sous le Second Empire et durant les premières années de la IIIe République.

## Œuvres
- Histoire de la Société nationale d'Agriculture, 1912